# 十時忠秀
十時 忠秀（ととき ただひで、1942年4月25日 - ）は、日本の教育者、医学者。専門分野は麻酔科学、蘇生学。

## 経歴
柳川市に生まれる。1961年3月福岡県立修猷館高等学校を経て、1968年3月九州大学医学部を卒業。
1969年6月九州大学医学部附属病院麻酔科助手となり、1980年4月佐賀県立病院好生館（現・佐賀県医療センター好生館）麻酔科医長を経て、1982年4月佐賀医科大学医学部麻酔科教授に就任。2003年10月に佐賀医科大学が佐賀大学と統合し佐賀大学医学部となると、同月佐賀大学医学部附属病院院長に就任。2005年10月佐賀大学副学長も兼務した。2008年3月退官し、名誉教授となる。
2008年4月佐賀県医療統括監となり、2010年2月より2015年6月まで公益財団法人佐賀国際重粒子線がん治療財団（通称 サガハイマット）初代理事長、2010年4月より2014年3月まで佐賀県医療センター好生館理事長を務める。
2015年4月より2015年7月まで福岡女学院看護大学学長、2015年6月より2021年5月まで学校法人福岡女学院理事長を務める。
先祖は立花宗茂の父である道雪に仕え、宗茂家老の一人として筑後柳川藩を支えた十時氏。